# ANR (Radio)
ANR ist ein lokaler privater Hörfunksender in Dänemark. Er gehört zum Medienhaus Nordjyske Medier mit Sitz in Aalborg. Der Sendebetrieb startete am 22. September 1983.
Die Musikauswahl besteht im Wesentlichen aus aktuellen Pop-, Rock- und R&B-Titeln nationaler und internationaler Herkunft.
Der Umfrage von TNS Gallup zufolge ist ANR der drittgrößte lokale Radiosender in Dänemark mit 200.000 Hörern wöchentlich (2. und 3. Quartal 2015). Die gleiche Analyse ergab einen Marktanteil von 7,9 Prozent im Sendegebiet.

## Vorläufer: Hit FM
ANR (ursprünglich für Aalborg Nærradio und Alle Nordjyders Radio) war bis 2009 Teil einer Senderkooperation mit Radio Viborg Hit FM und Midtjylland Hit FM und trug den Namen ANR Hit FM. Seit 2009 heißt der Sender schlicht ANR.
Verbreitet wurde Hit FM über viele kleine UKW-Lokalfrequenzen mit Leistungen von 160 oder 500 Watt, trotzdem wurde so ein großer Teil Nord- und Mitteljütlands versorgt.
Bis Anfang 2006 hatte Radio Viborg als einziges Mitglied im gesamten Tagesprogramm eine eigene Moderation und eigene Jingles bzw. Soundpakete, jedoch wurde dieses aber wegen des Mehraufwandes und der Extrakosten im Laufe der Zeit aufgegeben. Nach dem Ausstieg von Radio Viborg gibt es keine unterschiedlichen Morningshows mehr, aktuell wird das morgendliche Programm bei ANR produziert und ebenfalls in Herning übernommen. Das werktägliche Mittags- und Nachmittagsprogramm ist unter anderem auf längere Musikstrecken und knappe Unterhaltung bzw. präzise Musikinformationen ausgelegt, so kommen überwiegend Musikstrecken mit drei bis fünf Titeln zustande, die nur ein- bis zweimal von einem Jingle unterbrochen werden. Eher kurz gefasste Nachrichten werden immer zur vollen Stunde übertragen, Werbung zweimal pro Stunde. Ab 20 Uhr entfallen die Nachrichten, das unmoderierte Nachtprogramm wird anschließend automatisiert gefahren und nur gelegentlich von Jingles oder kurzen Trailern unterbrochen. Insgesamt präsentiert sich Hit FM lange Zeit durchhörbar, längere Wortstrecken, aufdringliche Claims oder Gewinnaktionen gibt es nicht.
2007 expandierte Hit FM mittels drei neuer UKW-Sender in Nordwest-Jütland, wo die Aalborger Sendungen verbreitet wurden. Holstebro Hit FM wurde im gleichen Jahr aufgegeben und die Frequenzen einem Soft-Pop- und Oldiesender überlassen. Wegen wirtschaftlichen Misserfolges trennte sich auch Radio Viborg im Februar 2009 von Hit FM und sendet erstmals seit acht Jahren wieder als selbständiges Lokalradio. Damit hörte Hit FM auf zu existieren.